# Ágúst Ævar Gunnarsson
Ágúst Ævar Gunnarsson var en av grundmedlemmarna i Sigur Rós. 
Ágúst var gruppens trummis från starten i augusti 1994 tills han bestämde sig för att sluta 1999 efter produktionen av albumet Ágætis byrjun. Orri Páll Dýrason tog hans plats som trummis. Gruppen blev internationellt känd efter skivsläppet. Ágúst började efter avhoppet studera design.